# Ioan cel Pitic
Ioan cel Pitic (n. 339 d.Hr., Egipt – d. 405 d.Hr.) a fost un eremit egiptean, îndrumătorul lui Arsenie cel Mare. În sursele latine este menționat cu supranumele Parvus, Mutilus, Curtus, Nanus, iar în greacă Κολοβός.
În tradiția coptă este venerat ca unul din cei cinci mari pustnici, alături de Antonie cel Mare, Paul Tebeul, Macarie Egipteanul și Macarie din Alexandria.